# Плашкино (Новгородская область)
Пла́шкино — деревня в Новгородском районе Новгородской области, входит в состав Савинского сельского поселения. Находится на правом берегу реки Мста. Ближайшие населённые пункты — Новоселицы, Пятница, Новое Село.
Деревня расположена в километре к северу от деревни Новоселицы. В округе деревни Плашкино имеются хвойные леса, ведётся вырубка. Эта местность близ Мсты является популярным местом отдыха и опасным местом в части происшествий на воде. Близ деревни (в километре к западу) — базовая станция сотовой сети оператора связи — компании «МегаФон».
| 2010 |
| ---- |
| 219  |

## История
До весны 2014 года деревня входила в состав ныне упразднённого Новоселицкого сельского поселения.